# Laboratorio de Dinámica de Gases

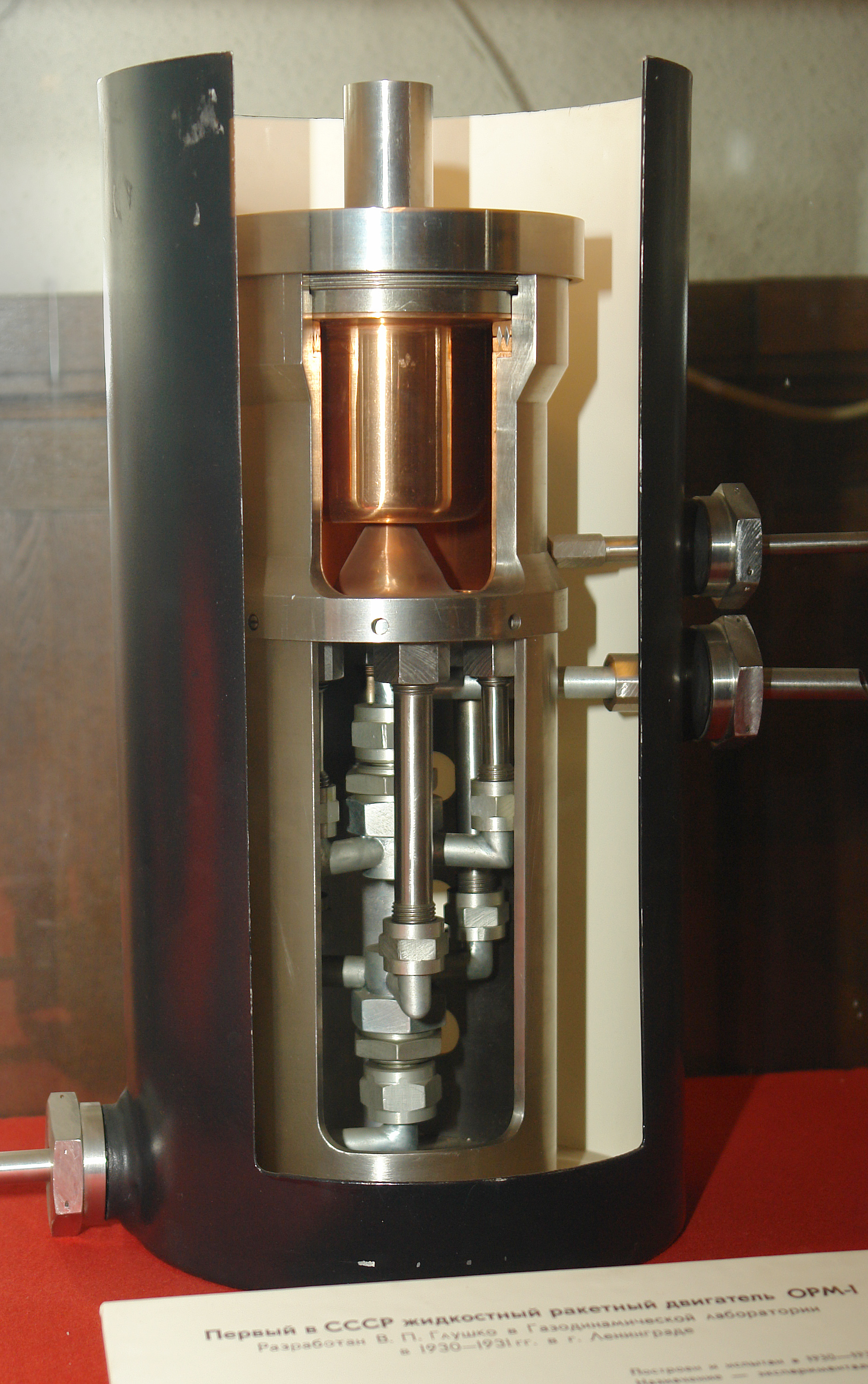
Motor ORM-1

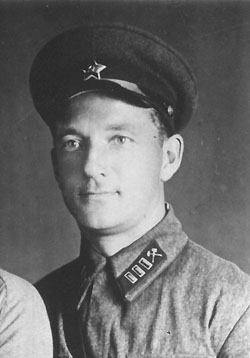
Gueorgui Languemak

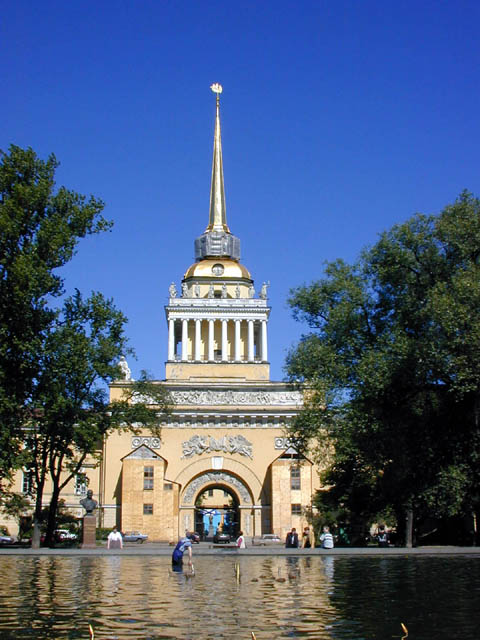
El GDL está instalado en los edificios del Almirantazgo de San Petersburgo.

El Laboratorio de Dinámica de Gases o GDL (Газодинамическая лаборатория, ГДЛ ; Gazodinamitcheskaïa Laboratoria, GDL) es un organismo de investigación radicado en San Petersburgo. Creado por iniciativa del Ejército Soviético, está consagrado al desarrollo de motores-cohete con fines militares. El GDL, cuyo primer director fue Nikolái Tikhomirov, fue creado inicialmente en Moscú en 1921 para llevar a cabo investigaciones sobre proyectiles autopropulsados, los futuros cohetes. En 1928, con medios reforzados y después de haberse trasladado a San Petersburgo, una de sus secciones comenzó a realizar investigaciones sistemáticas bajo la dirección de Valentín Glushkó sobre propelentes líquidos. En septiembre de 1933, por iniciativa del mariscal Mijaíl Tujachevski,  el GDL se fusionó con el GIRD, reagrupándose de nuevo en Moscú con el grupo de investigadores aficionados que trabajaban en el mismo campo dirigidos por Serguéi Koroliov para formar el Instituto de Investigación Científica sobre los Motores a Reacción o RNII. 

## Contexto
El 1 de marzo de 1921 los militares soviéticos crearon en Moscú un pequeño laboratorio de investigación destinado a desarrollar las invenciones del ingeniero químico Nikolái Tikhomirov, quien proponía utilizar la reacción producida por los gases generados mediante la combustión de substancias explosivas para crear "minas autopropulsadas en el agua y en el aire". La actividad del laboratorio giró hacia la creación de proyectiles autopropulsados y de la tecnología necesaria para fabricarlos. Tikhomirov dirigió el laboratorio con la asistencia de Vladímir Artémiev, coautor de estos primeros cohetes que utilizaban la propulsión de propelentes sólidos, efectuando un gran número de invenciones en este campo. En 1928, mientras que la situación en la Unión Soviética se estabilizaba, Stalin lanzó el primer Plan Quinquenal. Para poder alcanzar económicamente a los países de la Europa Occidental, se desbloqueó un considerable presupuesto para la investigación y el desarrollo. El Ministerio de la Industria Pesada transfirió el laboratorio a Leningrado (San Petersburgo), siendo rebautizado como Laboratorio de Dinámica de Gases (GDL), y recibiendo cuantiosos medios y recursos.

## Actividad
En 1930, tras la muerte de Tikhomirov, este fue reemplazado por el ingeniero militar y artillero Boris Petropavlovski, que en paralelo era docente en la Academia Técnica Militar y que atrajo a un buen número de sus estudiantes al laboratorio, elogiando el concepto de los cohetes. Contribuyó a desarrollar los lanzacohetes con forma de simples tubos fijados bajo las alas de los aviones. Después de su muerte en 1933, fue reemplazado por Iván Kleimionov, que después de haber estudiado matemáticas y física en la Universidad de Moscú, había pasado por la Academia del Ejército de Aire N.Ye. Zhukovskiy.
En 1929, el Laboratorio creó una sección para el estudio de la propulsión eléctrica y de la propulsión mediante carburantes líquidos, que quedó al cargo del ingeniero Valentín Glushkó, apasionado de la astronáutica, recién salido de la Universidad de Leningrado, y uno de los más jóvenes miembros de los laboratorios. Concibió y probó el primer motor-cohete que utilizaba depósitos de combustibles líquidos sin necesidad de dispositivos de refrigeración.
En 1931 Glushkó es destinado al estudio de la propulsión mediante combustibles líquidos con fines militares. Gueorgui Languemak era el especialista del laboratorio en propulsión de combustibles sólidos.
En 1930 fueron ensayados cohetes de 82 mm y de 132 mm de diámetro. En 1932, el mariscal Mikhaïl Toukhatchevski asistió al primer lanzamiento aéreo de los cohetes RS-82 desde un avión Tupolev I-4 armado con 6 lanzacohetes. Los cohetes auxiliares utilizados para la asistencia al despegue de aeronaves fueron ensayados sobre de los bombarderos TB-1 y TB-3. Millares de pruebas de pequeños cohetes impulsados por propelentes líquidos fueron efectuadas al principio de la década de 1930. En esa misma época, Glushkó fabricó su primer motor-cohete, el ORM-1, que ensayó sobre un banco de pruebas, probando diferentes combinaciones de propergoles que no se ajustaban a los combustibles clásicos tales como el queroseno. Utilizó sobre todo el ácido nítrico y otros productos que se inflaman expontáneamente cuando se ponen en contacto unos con otros, hipergólicos. Desempeñó un papel pionero en el desarrollo de las turbobombas; y de los sistemas de enfriamiento y de modulación del empuje. En 1933, el laboratorio contaba con 200 investigadores y técnicos.

## Fusión con el GIRD
En la misma época el GDL sostuvo contactos informales con el GIRD (que reunía en Moscú al grupo de aficionados que estaban poniendo a punto cohetes impulsados por propelentes líquidos). Ciertos militares soviéticos habían tomado conciencia del potencial de los cohetes, especialmente el mariscal Mijaíl Tujachevski, quien realizó las gestiones necesarias para acercar al GDL y a la sección moscovita del GIRD dirigida por Serguéi Koroliov. En septiembre de 1933, ambas estructuras se fusionaron en el seno del Instituto de Investigación Científica sobre los Motores a Reacción o RNII (Реактивный научно-исследовательский институт, РНИИ ; Reaktivny naoutchno-issledovatelski institout, RNII). El nuevo organismo fue dirigido por el anciano responsable del GDL Iván Kleymenov (sucesor de Tikhomirov), con Korolev como adjunto.